# Ataecina

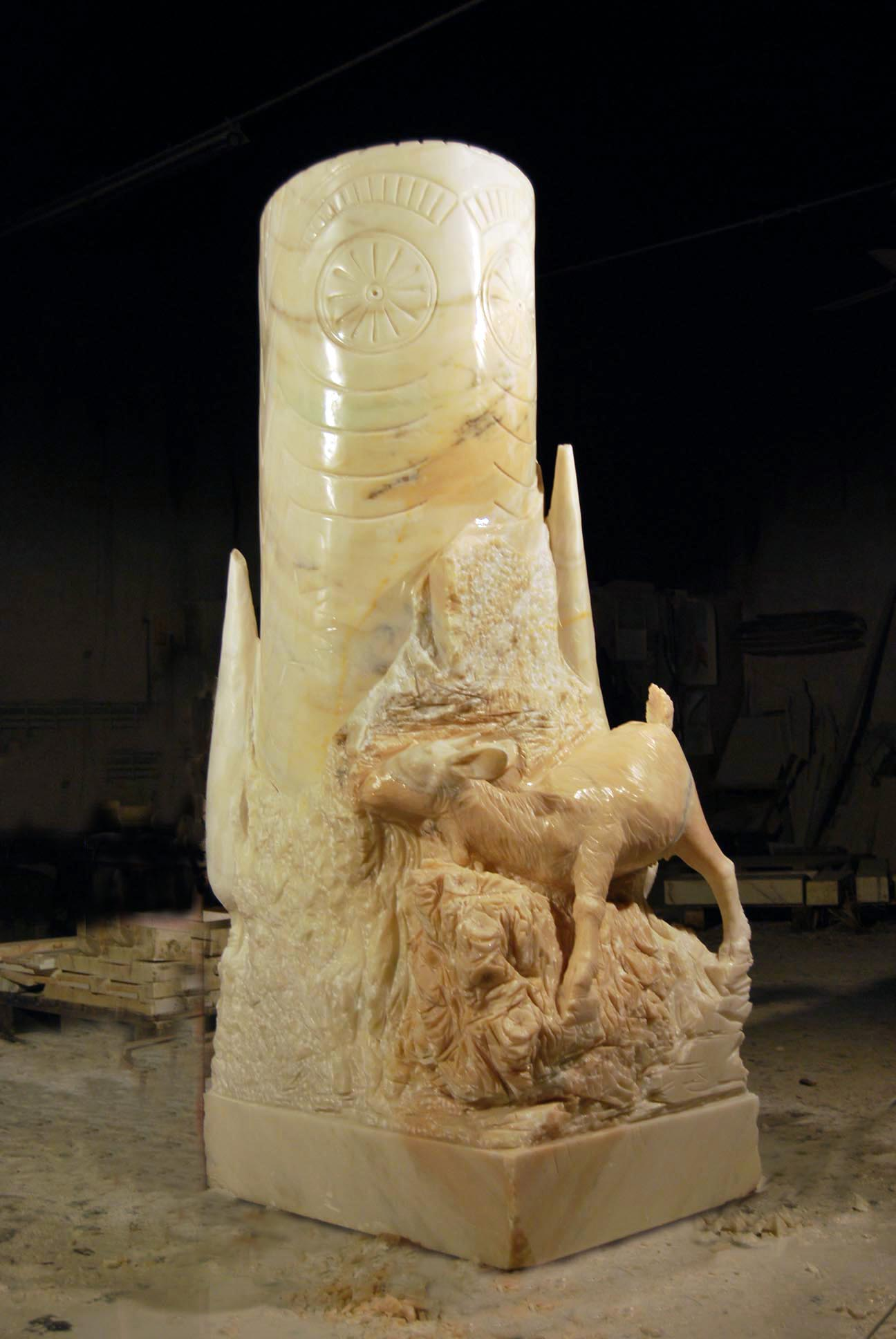
Ataecina. Mármol, 210x93x72 cm, del artista Pedro Roque Hidalgo. Museo del mármol de Vila Viçosa (Portugal), 2008.

Ataecina o Ataegina (en portugués: Atégina) es una diosa hispana adorada por los antiguos lusitanos, carpetanos y celtíberos en la península ibérica, una de las antiguas deidades de la península ibérica más importantes. Aunque de carácter ctónico, también era la diosa de la primavera, la fertilidad, la naturaleza, la luna y la curación. Por estos atributos fue asimilada por los romanos con Proserpina y por los cartagineses con Tanit.

## Etimología
Se cree que el nombre de Ataecina proviene del celtíbero ate gena, «renacido». El sociólogo Moisés Espírito Santo afirma que el nombre combina Atta y Jana, el primero un epíteto de la diosa madre arquetípica y el segundo el nombre de la deidad romana Jana (forma femenina de Jano) o posiblemente de Diana, la diosa de la Luna. Este sociólogo también afirma que Ataecina es una deidad compuesta que surge de tendencias sincréticas.

## Iconografía
Ataecina tenía un culto de devotio, en el que se la llamaba para pedir una curación u, ocasionalmente, maldecir a alguien, cuyo resultado podía ir desde pequeñas aflicciones hasta la muerte. Por otra parte, en muchas inscripciones se le adjunta el sobrenombre servatrix, conservadora de la salud. El animal sagrado asociado a Ataecina era la cabra.

## Culto
El culto de Ataecina se extendió sobre todo en Lusitania y una parte de la Bética; también había santuarios dedicados a Ataecina en Elvas (Portugal) y Mérida y Cáceres en España, además de otras localidades cerca del Guadiana. Fue una de las principales deidades adoradas en Myrtilis (actualmente Mértola, Portugal), Pax Julia (Beja, Portugal) y especialmente en la ciudad de Turobriga. También es conocida por diversas inscripciones en los valles del Tajo y del Baetis (Guadalquivir), donde la asimilaron a la diosa romana Proserpina: ATAEGINA TURIBRIGENSIS PROSERPINA. A menudo, se la representaba con una rama de ciprés. En Alcuéscar tuvo su santuario más importante. En Malpartida de Cáceres tuvo también un santuario. El culto de Ataecina se expandió por muchos lugares de Hispania, especialmente en época del Imperio Romano y tras la expansión del cristianismo podría haber sido asimilado con el de Santa Lucía. Muchas veces es representada con un ramo de ciprés.
Según el etnógrafo portugués Teófilo Braga, en «Costumes, Crenças e Tradições», fueron encontradas en Vila Viçosa inscripciones alusivas a invocaciones a la diosa, con oraciones para ayudar a encontrar objetos robados.

## Astronomía
El 29 de julio de 2005, se anuncia el descubrimiento de un cuerpo de tamaño comparable a Plutón, más allá de la órbita de este. El equipo que primero anunció este descubrimiento, Ortiz et al., propuso el nombre de Ataecina para su consideración como nombre oficial, debido a su conexión con Plutón: por un lado Proserpina (asimilada a Ataecina, e hija de Ceres y Júpiter) era la esposa de Plutón, y de otro, el nombre destacaba la asociación con el sur de España, donde se encuentra el observatorio de Sierra Nevada (Granada), en el que hicieron sus observaciones. La proposición no fue aceptada por la Unión Astronómica Internacional, no solo por la polémica con Brown sobre el descubrimiento, ya que este último llevaba tiempo observando el objeto aunque sin anunciarlo, sino también porque las deidades ctónicas se reservan para nombres de objetos que orbitan en resonancia con Neptuno.
En una decisión poco común, la UAI se decidió por el nombre de Brown, «Haumea», y no por el nombre de quien inicialmente se le atribuyó el descubrimiento (Ortiz et al.), lo que, según el Frankfurter Allgemeine Zeitung, ha levantado sospechas por la amistad entre Brown y Brian Marsden, que ha sido durante 30 años el director del Centro de Planetas Menores, encargado de asignar los nombres.